# Caccobius chujoi
Caccobius chujoi là một loài bọ cánh cứng trong họ Bọ hung (Scarabaeidae).